# Norm Stewart
Norman E. "Norm" Stewart (Leonard, Misuri, 20 de enero de 1935) es un exjugador y exentrenador de baloncesto estadounidense que disputó una temporada en la NBA. Con 1,96 metros de estatura, jugaba en la posición de alero. Como entrenador dirigió equipos de la NCAA durante 38 temporadas consecutivas.

## Trayectoria deportiva

### Universidad
Jugó durante tres temporadas con los Tigers de la Universidad de Misuri, siendo elegido en 1955 y 1956 en el mejor quinteto de la Big Seven Conference, tras promediar 16,7 puntos y 8,9 rebotes y 24,1 y 10,7 respectivamente.

### Profesional
Fue elegido en la trigésimo cuarta posición del Draft de la NBA de 1956 por St. Louis Hawks, con los que únicamente disputó cinco partidos, en los que promedió 2,0 puntos y 1,0 rebotes.

### Entrenador
Tras dejar el baloncesto como jugador, comenzó como entrenador asistente en su alma mater, la Universidad de Misuri, donde permaneció cuatro temporadas, fichando como entrenador principal de la Universidad de Northern Iowa en 1961, permaneciendo 6 años en el cargo, en los que consiguió 97 victorias y 42 derrotas.
En 1967 regresó a Misuri, para hacerse cargo en esta ocasión del puesto de entrenador principal, donde permanecería a lo largo de 32 temporadas, en las que logró 634 victorias y 333 derrotas, más victorias que en los 60 años anteriores de baloncesto de los Tigers. Ganó 8 títulos de conferencia y accedió en 16 ocasiones al Torneo de la NCAA. En 1994 fue elegido Entrenador del Año por la Associated Press, y en 2007 incluido en el National Collegiate Basketball Hall of Fame. En total acumuló 731 victorias y 375 derrotas, figurando al retirarse entre los 10 entrenadores con más victorias de la historia del baloncesto universitario estadounidense.